# Xanthisthisa tumida
Xanthisthisa tumida är en fjärilsart som beskrevs av W. Warren 1902. Xanthisthisa tumida ingår i släktet Xanthisthisa och familjen mätare. Inga underarter finns listade i Catalogue of Life.